# Catedral de San Juan Bautista (Nicolet)
La Catedral de San Juan Bautista (en francés: Cathédrale Saint-Jean-Baptiste de Nicolet)  o Catedral de Nicolet es la iglesia principal de la diócesis de Nicolet situada en la localidad del mismo nombre en la provincia de Quebec al este de Canadá. Es fácilmente reconocible por su impresionante vidrieras. Es la 8º iglesia y 5º catedral desde la creación de la parroquia.
La parroquia de San Juan Bautista fue creada en 1702 como resultado de la colonización de la señoría de Nicolet (seigneurie de Nicolet). En 1885, se convirtió en la catedral después de la separación de la diócesis de Nicolet frente a la de Trois-Rivières.
El 12 de noviembre de 1955, un deslizamiento de tierras dañó el centro de Nicolet, incluyendo el obispado. A pesar de que la catedral se salvó, estaba demasiado cerca del accidente y fue considerada insegura. Por ello, se realizó la construcción de la actual catedral.